# Ариан-2
Ариан-2 (фр. Ariane 2, буквально Ариадна-2) — европейская ракета-носитель среднего класса, разработанная и сконструированная во Франции для Европейского космического агентства (ЕКА).

## История создания

### Предпосылки
1 декабря 1960 года в городе Мерен (Швейцария) состоялось подписание соглашения о создании постоянной Европейской организации по исследованию космического пространства — ESRO (сокр. от англ. European Space Research Organization). В состав организации вошли такие страны, как Бельгия, Голландия, Норвегия, Швеция и Великобритания, частично присоединились Дания, Франция, Италия, Испания и Швейцария, а ФРГ предпочла отложить подписание соглашения на более поздний срок.
Основная программа ЕSRO предполагала осуществления космическиз проектов в несколько этапов:
- Первый этап — в течение первых 3 лет осуществить запуск небольших (массой около 45 кг) ИСЗ, оснащенных относительно простым научным оборудованием;
- Второй этап — создать задел по более тяжелым ИСЗ массой 225—450 кг, а также КА для запуска в сторону Луны (готовность к старту через 5 лет).
- Последующие этапы — разработка космической техники для доставки научной аппаратуры на Луну, исследования других планет и организации орбитального мониторинга в околосолнечном пространстве.

Соглашение в рамках ESRO предполагало, что до создания европейской ракеты-носителя, все спутники запускаться при помощи американских ракет. Первый общеевропейский малый спутник планировалось запустить в 1967 году, а первый тяжелый спутник — в 1969 г. Пуски баллистической ракеты Blue Streak производства Великобритании, намечались с полигона Вумера, а РН Diamant — из Куру. Рассматривался вопрос о ракетном полигоне в зоне полярных сияний: изучались район Кируна (Швеция), Нассассуак (Гренландия) и Андё (Норвегия).
В рамках развития программы ESRO было решено создать Европейский центр космической техники — ESTC (сокр. от англ. European Space Technology Centre), отвечающий за проектирование, разработку и изготовление головных частей ракет-носителей, ИСЗ и КА, а также Европейский центр обработки данных космических полетов — ESDC (сокр. от англ. European Space Data Centre), который занимался бы вопросами сопровождения и телеметрии, расчётом орбит спутников, а также солнечными и геодезическими измерениями. Планировалось построить четыре станции сопровождения и телеметрических измерений и три станции оптического слежения.
30 января 1961 года в Страсбурге (Франция) открылась конференция по вопросу создания Европейской организации по разработке ракет-носителей — ELDO (сокр. от англ. European Launcher Development Organization). В ней участвовали официальные представители 12 стран: Великобритании, Франции, ФРГ, Италии, Швейцарии, Австрии, Бельгии, Голландии, Норвегии, Швеции, Дании и Испании, а Канада, Греция, Ирландия и Турция прислали наблюдателей. В ходе конференции была рассмотрена возможность создания новой трехступенчатой ракеты-носителя, с проведением первых испытательных пусков уже в 1965 году.
Бюджет ELDO на 5 лет определялся в £70 млн.: 55 % бюджета поглощало программа продолжения Великобританией опытных работ по ракете Blue Streak; работы Франции по созданию второй ступени требовали 18 %, на создание третьей ступени выделялось около 9 % бюджета организации. Размещение общеевропейских контрактов производилось либо администрацией ELDO, либо, по её поручению, правительствами соответствующих стран «на основе рационального распределения работ среди участвующих субъектов с учётом их технического уровня и состояния экономики». Техническим опытом, накопленным в ходе выполнения программы, имели право пользоваться все участники организации.
16 апреля 1962 года в соглашении о создании организации ELDO было поставлена последняя подпись, в организацию вошло шесть стран-основателей и Австралия. Резиденцией ELDO был избран Париж, где находилась и ESRO. Проектные задачи организации были разделены следующим образом:
- Великобритания разработка первой ступени новой ракеты-носителя;
- Франции отвечала за разработку второй ступени;
- ФРГ отвечала за разработку третьей ступени;
- Италия — разработка экспериментальных космических аппаратов;
- Голландия — системы телеметрии дальнего действия;
- Бельгия — разработка наземных станций управления и слежения;
- Австралия — строительство стартового комплекса и пусковой инфраструктуры.

### Создание РН «Европа»
В ходе работ по созданию новой европейской ракеты-носителя в рамках организации ELDO была создана ракета-носитель «Европа-1» (англ. Europa 1). Её первой ступенью послужила английская баллистическая ракета Blue Streak, второй — французская Coralie и третьей — ракета Astris, разработки ФРГ. Общая бюджет проекта превысил £130 млн. «Европа-1» была рассчитана на вывод полезной нагрузки массой не более, чем 1150 кг на полярную орбиту высотой 500 км, или же космического аппарата весом, не более, чем 180 кг — на орбиту высотой ~ 9300 км.
Первая ступень ракеты-носителя практически не отличалась от исходной ракеты Blue Streak. Вторая ступень Coralie разрабатывалась Лабораторией баллистических и аэродинамических исследований — LRBAи фирмой Nord-Aviation. Coralie оснащалась четырёхкамерным жидкостным ракетным двигателем (ЖРД), топливом была смесь НДМГ (гептил) / АТ (амил). Успешные огневые стендовые испытания ступени Coralie были проведены 9 декабря 1965 года.
Третью ступень Astris разрабатывали фирмы Belkov и ERNO. Astris оснащалась одним маршевым и двумя вспомогательными ЖРД. В качестве топлива для ЖРД была выбрана смесь AT (амил) и «Аэрозин-50».
На третьей ступени устанавливалась радиокомандная система управления. Её бортовые приёмники работали на частоте 700 и 1400 МГц. Телеметрическая система обеспечивала контроль 250 различных параметров. Первые огневые испытания двигателей третьей ступени были проведены 1 апреля 1965 года.
Для проведения лётных испытаний верхних ступеней ракеты-носителя по программе ELDO была создана специальная экспериментальная ракета Cora длиной 11,5 м, диаметром 2 м и стартовой массой не более, чем 16,5 тонн. Она была создана на базе модифицированной ступени Coralie с укороченными соплами, в качестве первой ступени, вторую ступень Astris и головного обтекателя (ГО), разработки итальянских ведомств.
По программе было намечено провести 10 лётно-конструкторских испытаний (ЛКИ) «Европы-1» (ELDO-A). «Европа-1», в целом, не соответствовала передовому техническому уровню того времени, а о её надежности можно говорить только приблизительно. Все первые пуски по программе ЛКИ проходили с австралийского полигона Вумера в период с 1964 года по 1970 год. К трём последним стартам «Европа-1» предполагалось подготовить в полной комплектации со спутником STV. Неполадки третьей ступени привели к авариям РН.
В июле 1966 года был утверждён проект новой ракеты-носителя — ELDO PAS («Европа-2»). Новая ракета-носитель со стартовой массой 112 тонн представляла собой модернизированный вариант РН «Европа-1» с твердотопливной «перигейно-апогейной системой» для запуска космических аппаратов массой до 170 кг на геостационарную орбиту (ГСО).
В конструкции можно выделить следующие изменения: Великобритания заменила систему радионаведения Blue Streak на инерциальную, Италия обеспечила создание перигейного РДТТ и экспериментального спутника STV, а Франция подготовила Центр запусков в Куру.
Мизерные возможности ракеты «Европа-2» по выводу полезной нагрузки на ГСО, сподвигли ELDO на кардинальный пересмотр концепции общеевропейского носителя — так появился проект ракеты-носителя «Европа-3». Один из возможных вариантов представлял собой двухступенчатую ракету-носитель высотой 36,5 м, диаметром корпуса до 3,8 м и максимальной стартовой массой не более, чем 191 тонна. Первая ступень L150 предполагалось оснастить четырьмя французскими ЖРД «Викинг-2» (топливо — НДМГ / АТ). Вторая ступень с кислородно-водородным двигателем Н-20, с тягой в вакууме 20 тс. Первый запуск РН «Европа-3» планировался на 1978 год.
На фоне лунных программ США и солидной программы орбитальных станций СССР, а также чрезмерные расходы и неутешительные испытания ракет семейства «Европа» вызвали угрозу распада ELDO. Организация не имела подлинных полномочий в технических решениях, а последнее слово в руководстве программой принадлежало государствам — членам ELDO. Кроме того, в апреле 1969 года, когда в ELDO решили инициировать разработку «Европы-3» (400—700 кг на ГСО) руководство Великобритании и Италии приняло решения выйти из организации. Сопутствующий кризис ELDO в 1972 году привёл к закрытию проектов по создании и доработки ракет семейства «Европа». Вскоре, после этого организация ELDO была ликвидирована. Общий бюджет организации за всё время существования составил 745 млн. долларов.

### Создание ЕКА и РН «Ариан»
После ликвидации организации ELDO, Великобритания приняла решение использовать американские РН для вывода своих спутников связи, а Франция приянлась разрабатывать «резервные» программы.
Национальное космическое агентство Франции (CNES) предложило разработать недорогую ракету с высокими характеристиками, использующую испытанные технологии и нацеленную на коммерческий рынок телекоммуникационных космических аппаратов. Для минимизации рисков в новом проекте ракеты-носителя L-3S предлагалось базироваться только на решениях, которые могли быть реализованы французской промышленностью. В основу новой ракеты-носителя вошел опыт по созданию ракет «Диамант» В и В-Р4
Новый проект предлагалось реализовать в семилетний период (1973—1979 гг.), при затратах в 2—3 раза меньших, чем у «Европа-3». Чтобы упрочить своё техническое и политическое лидерство, Франция предложила странам-партнёрам оплатить любые расходы свыше 120 % оцененной общей стоимости. Более чем вероятно, что именно этот аргумент убедил европейских «соратников» принять участие в новой амбициозной программе.
Французы смогли также извлечь выгоду из двух непродуманных решений, принятых США, а именно: в 1973—1974 гг. США пытались блокировать коммерческую эксплуатацию франко-германских спутников связи Symphony, а также NASA запланировало прекратить запуски одноразовых носителей в 1980-х годах в пользу кораблей Спейс шаттл.
В июле 1973 года в результате слияния ELDO и ESRO была создано Европейское космическое агентство — ЕКА (англ. European Space Agency). Основной ракетой-носителем новой организации должна была стать новая ракета «Ариан» (бывшая L-3S), названная так в честь дочери мифического критского царя Миноса, которая помогла греческому герою Тесею убить чудовищного Минотавра и выбраться из его лабиринта.

## История пусков
Всего, с помощью ракета-носителя «Ариан-2» было произведено 6 пусков, из них 1 был неудачный. Первый пуск ракеты-носителя «Ариан-2», серийный номер V18 L18, с космическим аппаратом Интелсат-514, состоялся 31 мая 1986 года в 100:53:03 UTC со стартовой площадки ELA-1 космодрома Куру во Французской Гвиане. Пуск был неудачный.
Последний пуск был произведён 2 апреля 1989 года со стартовой площадки ELA-1 космодрома Куру. Во время пуска был произведён вывод на расчётную орбиту первый шведский телекоммуникационный спутник Tele-X.
| 1 | 31 мая 1986 года 00:53:03 UTC | V18 L18 | Интелсат-514 | Интелсат-5A  |  |  | Куру ELA-1 | Авария |
| 2 | 21 ноября 1987 года           | V-20    | TV-Sat 1     | Spacebus-300 |  |  | Куру ELA-2 | Успех  |
| 3 | 17 мая 1988 года              | V-23    | Инелсат-513  | Инелсат-5A   |  |  | Куру ELA-1 | Успех  |
| 4 | 28 октября 1988 года          | V-26    | TDF 1        | Spacebus-300 |  |  | Куру ELA-1 | Успех  |
| 5 | 27 января 1989 года           | V-28    | Инелсат-515  | Инелсат-5A   |  |  | Куру ELA-1 | Успех  |
| 6 | 2 апреля 1989 года            | V-30    | Tele-X       | Spacebus-300 |  |  | Куру ELA-1 | Успех  |

## Статьи
- В. Колюбакин. Ariane - европейская ракета // Теле-Спутник. — 2012. — Вып. июнь, № 6 (20). — С. 31-34. Архивировано 27 декабря 2016 года.
- В. Колюбакин. Ariane - европейский носитель // Теле-Спутник. — 2000. — Вып. март, № 3 (53). — С. 32-35. Архивировано 27 декабря 2016 года.